# Arakakadu
Arakakadu (latin: Probosciger aterrimus) er en fugl i familien kakaduer i ordenen papegøjer, der lever på Ny Guinea.